# یینگپان، شهرستان لنپینگ
یینگپان، شهرستان لنپینگ (به لاتین: Yingpan) یک شهرک در جمهوری خلق چین است که در شهرستان خودمختار لانپینگ بای و پومی واقع شده‌است. یینگپان ۵۶۱ کیلومتر مربع مساحت و ۳۵٬۰۰۰ نفر جمعیت دارد و ۱٬۴۰۲ متر بالاتر از سطح دریا واقع شده‌است.